# Трайо Грозев
Трайо Грозев е български футболист, роден на 4 януари 1984 година. Нападател. Футболист на Несебър. Вкарал повече от 80 гола за отбора на Луксол Сейнт Андрюс, Малта за сезоните 2012 – 2013, 2013 – 2014 и 2014 – 2015. Голмайстор на Югоизточната В група с 30 гола за отбора на „Несебър“ 2015 – 16.